# Levantamiento de potencia en los Juegos del Pacífico 2019
El Levantamiento de potencia en los Juegos del Pacífico 2019 se llevó a cabo del 18 al 19 de julio en el Faleata Sports Complex en Tuanaimato.

## Resultados

### Masculino
| Evento | Oro                             | Oro | Plata                              | Plata | Bronce                            | Bronce | Ref |
| ------ | ------------------------------- | --- | ---------------------------------- | ----- | --------------------------------- | ------ | --- |
| −59kg  | Kalau Andrew Papúa Nueva Guinea |     | Martin Taitus Papúa Nueva Guinea   |       | Tibaa Taabureia Kiribati          |        |     |
| −66kg  | Derby Rodiben Nauru             |     | Nantei Nikora Kiribati             |       | Ruben Noi John Papúa Nueva Guinea |        |     |
| −74kg  | Nitram Dagagio Nauru            |     | Larsen Lio Papúa Nueva Guinea      |       | Kaoma Taake Kiribati              |        |     |
| −83kg  | Deamo Baguga Nauru              |     | Gaimunum Adam Nauru                |       | Marc Lisan Polinesia Francesa     |        |     |
| −93kg  | Jesse Roland Nauru              |     | Miguel Hopuetai Polinesia Francesa |       | Frederick Warsidi Nueva Caledonia |        |     |
| −105kg | Josh Cook Nauru                 |     | Titi Misili Penieli Samoa          |       | Alfred Mel Papúa Nueva Guinea     |        |     |
| −120kg | Koale Tasi Taala Samoa          |     | Telupe Iosefa Tuvalu               |       | Tavita Lipine Samoa               |        |     |
| +120kg | Oliva Kirisome Samoa            |     | Vagi Henry Papúa Nueva Guinea      |       | Julien Moala Nueva Caledonia      |        |     |

### Femenino
| Evento | Oro                               | Oro | Plata                              | Plata | Bronce                           | Bronce | Ref |
| ------ | --------------------------------- | --- | ---------------------------------- | ----- | -------------------------------- | ------ | --- |
| −47kg  | Neville Benson Papúa Nueva Guinea |     | Ashly Detabouw Nauru               |       | Lucy Dia Papúa Nueva Guinea      |        |     |
| −52kg  | Dobi Morea Papúa Nueva Guinea     |     | Samantha Gware Papúa Nueva Guinea  |       | Verana Olsson Nauru              |        |     |
| −57kg  | Belinda Umang Papúa Nueva Guinea  |     | Sandra Pratz Polinesia Francesa    |       | Shannon Maboumda Nueva Caledonia |        |     |
| −63kg  | Dika Igo Papúa Nueva Guinea       |     | Heilani Sao Yao Polinesia Francesa |       | Sainimere Abariga Fiyi           |        |     |
| −72kg  | Linda Pulsan Papúa Nueva Guinea   |     | Jovina Fritz Nauru                 |       | Junior Erisabeth Kirata Kiribati |        |     |
| −84kg  | Niusila Opeloge Samoa             |     | Meteng Wak Papúa Nueva Guinea      |       | Perina Fritz Nauru               |        |     |
| +84kg  | Yurika Kepae Nauru                |     | Giovika Kepae Nauru                |       | Moala Sooalo-Toai Samoa          |        |     |

## Medallero
| # | País               | Medalla de oro | Medalla de plata | Medalla de bronce | Total |
| - | ------------------ | -------------- | ---------------- | ----------------- | ----- |
| 1 | Papúa Nueva Guinea | 6              | 5                | 3                 | 14    |
| 2 | Nauru              | 6              | 4                | 2                 | 12    |
| 3 | Samoa              | 3              | 1                | 2                 | 6     |
| 4 | Polinesia Francesa | 0              | 3                | 1                 | 4     |
| 5 | Kiribati           | 0              | 1                | 3                 | 4     |
| 6 | Tuvalu             | 0              | 1                | 0                 | 1     |
| 7 | Nueva Caledonia    | 0              | 0                | 3                 | 3     |
| 8 | Fiyi               | 0              | 0                | 1                 | 1     |